# 理查德·哈特
理查德·哈特（英語：Richard Hart，1968年10月14日—），加拿大男子冰壶运动员。他曾代表加拿大参加1998年冬季奥林匹克运动会冰壶比赛，获得一枚银牌。他也曾获2007年世界男子冰壶锦标赛冠军。